# Sally, Irene and Mary (1925)
Sally, Irene and Mary (bra: Sally, Irene e Mary) é um filme mudo estadunidense de 1925, do gênero comédia dramática, dirigido por Edmund Goulding, e estrelado por Constance Bennett, Joan Crawford e Sally O'Neil. O roteiro de Goulding foi baseado na peça teatral homônima de 1922, de Eddie Dowling e Cyrus Woods.
A peça teatral foi adaptada novamente em 1938, dessa vez estrelada por Alice Faye, Joan Davis e Marjorie Weaver.

## Sinopse
Sally (Constance Bennett), Irene (Joan Crawford) e Mary (Sally O'Neil) são três dançarinas da Broadway, cada uma com uma abordagem diferente na vida e no amor. Sally quer riqueza e tenta alcançá-la ao tentar conquistar Marcus (Henry Kolker). Mary é uma garota irlandesa que planeja obter o bondoso Jimmy (William Haines). Irene troca o dedicado Charles (Ray Howard) pelo arrojado canalha Glen (Douglas Gilmore), mas descobre que tudo o que ele queria era sexo depois de ser dispensada. Numa vida repleta de surpresas, as mulheres enfrentam a tentação, o amor, o dinheiro, a traição e a tragédia como o custo da fama.

## Elenco
- Constance Bennett como Sally
- Joan Crawford como Irene
- Sally O'Neil como Mary
- William Haines como Jimmy Dugan
- Douglas Gilmore como Glen Nester
- Ray Howard como Charles Greenwood
- Henry Kolker como Marcus Morton
- Kate Price como Sra. Dugan
- Aggie Herrin como Sra. O'Brien
- Sam De Grasse como Policial O'Dare
- Lillian Elliott como Sra. O'Dare
- Edna Mae Cooper como Maggie
- Walter Tennyson como Paul (não-creditado)

## Recepção

### Bilheteria
De acordo com os registros da Metro-Goldwyn-Mayer, o filme arrecadou US$ 373.000 nacionalmente e US$ 98.000 no exterior, totalizando US$ 471.000 mundialmente. O retorno lucrativo da produção foi de US$ 315.000.

## Preservação
Uma impressão do filme foi preservada pela Metro-Goldwyn-Mayer e transferida para a coleção filmográfica do Museu George Eastman. Uma restauração financiada por uma doação da Fundação Louis B. Mayer foi realizada em 2019.